# Arsaber
Arsaber (mittelgriechisch Ἀρσαβήρ; armenisch Արշաւիր Arshavir; † nach 821/824) war ein byzantinischer Usurpator.

## Leben
Der Patrikios und Quästor Arsaber entstammte wahrscheinlich dem armenischen Geschlecht der Kamsarakan, das sich auf die Arsakiden zurückführte. Seine Tochter Theodosia war mit dem späteren Kaiser Leo V. verheiratet.
Arsaber soll im Februar 808 einen Usurpationsversuch gegen Kaiser Nikephoros I. unternommen haben. Die Verschwörung wurde jedoch rechtzeitig aufgedeckt. Nikephoros ließ Arsaber zum Mönch scheren und in ein Kloster in Bithynien stecken. In einem zwischen 821 und 824 verfassten Brief des Theodor Studites an Theodosia wird er als „frommer Mann“ erwähnt.